# Karoline Wacker
Karoline Wacker (* 19. Februar 1991 in Murrhardt) ist eine deutsche Fußballschiedsrichterin in der Frauen-Bundesliga. Seit 2017 ist sie FIFA-Schiedsrichterin.

## Werdegang
Wacker begann 2004 als Schiedsrichterin und wurde 2012 erstmals für die DFB-Liste nominiert, nachdem sie bereits seit 2009 als Schiedsrichterassistentin in der Frauen-Bundesliga eingesetzt wurde. In der Folge pfiff sie zunächst Spiele der 2. Frauen-Bundesliga, seit 2014 leitet sie Spiele in der Frauen-Bundesliga. Bei den Männern pfeift sie parallel seit 2014 Spiele der Oberliga Baden-Württemberg, seit der Saison 2017/18 Spiele bis zur viertklassigen Regionalliga, in der sie bereits seit der Saison 2014/15 als Schiedsrichterassistentin eingesetzt wurde.
International hatte Wacker in der Saison 2015/16 ihre ersten nennenswerten Einsätze als Schiedsrichterassistentin in der UEFA Women’s Champions League, wo sie in insgesamt vier Partien an der Linie stand. Höhepunkt war das Halbfinalhinspiel zwischen den französischen Spitzenteams Olympique Lyon und Paris Saint-Germain, welches von Bibiana Steinhaus geleitet wurde. Im Herbst 2016 folgte noch ein Länderspiel der deutschen Frauen-Nationalmannschaft gegen die Niederlande, in dem Wacker der ungarischen Spitzenschiedsrichterin Katalin Kulcsár assistierte. 2017 wurde Wacker zur FIFA-Schiedsrichterin berufen. Danach leitete sie ein WM-Qualifikationsspiel zwischen den Frauen von Israel und Finnland. Seit 2022 ist sie als UEFA-First-Category-Schiedsrichterin Teil der zweithöchsten internationalen Leistungsklasse der Schiedsrichterinnen.
Wacker pfeift für die Sportfreunde Großerlach und arbeitet als Finanzbeamtin.